# 그레이 (소설)
《그레이》(영어: Grey: Fifty Shades of Grey as Told by Christian)은 E. L. 제임스의 2015년 소설이다. 《50가지 그림자 시리즈》를 그레이 시점에서 풀어낸 책이다.